# Carlos León Escudero
Carlos León (Ceuta, 8 de marzo de 1948) es un artista español de larga trayectoria, adscrito a la abstracción. Su obra muestra un paisaje de la imaginación donde el tema cede protagonismo a la indagación pictórica del color, la textura y la superficie. Artista multidisciplinar, suma al conjunto de su producción pictórica, un vasto conjunto de instalaciones, piezas escultóricas y fotografías. En 2022, fue galardonado con la Medalla de Oro al Mérito en las Bellas Artes que otorga el Ministerio de Cultura de España.

## Biografía
Nacido en Ceuta en 1948, a los tres años su familia se traslada a Segovia. Habiendo comenzado los estudios de Medicina en la Universidad de Valladolid, decide abandonarlos en 1968 para dedicarse plenamente a la pintura. 
En 1972 reside un año en París dónde frecuenta los talleres libres de L´Ecole des Beaux-Arts entrando en contacto con el crítico Marcelin Pleynet y con los pintores que editaban la revista "Peinture, cahiers théoriques". En esos años, participa en la exposición "10 Abstractos" en 1975 organizado por la Galería Buades de Madrid con obras que contribuyen a la introducción de la corriente "Support-surfaces" en España. Un año más tarde realiza su primera exposición individual en la Galería Juan Mas de Madrid, siendo seleccionado para participar en el Pabellón Español de la Bienal de Venecia. 
En 1979 permanece otro año en París becado por la fundación Juan March y en 1985 se traslada a Nueva York con una beca concedida por el Comité Conjunto Hispano-norteamericano, tras ser seleccionado para formar parte del "Triangle Artist workshop" que se celebra en Nueva York bajo la dirección de Anthony Caro. 
En 1987 es elegido miembro de la Junta Directiva del Círculo de Bellas Artes de Madrid y contratado como profesor asociado por la Facultad de Bellas Artes de Cuenca en la que ejerce las funciones de Decano durante dos años. En 1991 abandona la actividad docente y en 1995 se traslada de nuevo en Nueva York, donde reside y trabaja hasta el año 2002, en que decide regresar a España donde continúa su actividad artística hasta la actualidad.

## Estilo
Ligado en los años 70 al movimiento francés Supports-surfaces, corriente que introdujo en España, su obra ha estado siempre ligada al expresionismo abstracto. El lirismo, la evocación al paisaje y al jardín, el cuerpo como lugar, la carnalidad y el desgarro, caracterizan su pintura. Su viejo amor a la geometría ha permanecido siempre presente, de forma más o menos explícita, a lo largo de toda su trayectoria, haciéndose más visible en los años setenta, en los trabajos expuestos en la galería Gamarra-Garrigues en el 91, y en buena parte de su repertorio reciente.
La utilización de nuevos materiales como las láminas de poliéster translúcido, le han permitido alcanzar, por superposición, un modo geométrico construido por veladura, de una gran sutileza y de un interés conceptual añadido, matizando su gestualidad expresionista con una casi imperceptible trama que sitúa su pintura en la dialéctica entre lo pulsional y lo codificado de la que hablaba, en su Semiótica, Julia Kristeva. 
Siempre interesado en el soporte desde un punto de vista conceptual, realiza sus últimos trabajos sobre dibond -panel composite de aluminio-, de aire industrial, frío y anónimo, sobre el que pinta con las manos.
La superposición de capas pintadas sobre soportes translúcidos, la combinación en una misma obra de elementos físicamente diferenciados, la ruptura con ciertas convenciones del objeto-cuadro, la utilización de material industrial, la aplicación del pigmento con sus manos, constituyen su campo de trabajo.
En sus últimas obras inndaga con especial interés en los juegos de relaciones —plásticas y conceptuales— que se establecen entre el radical cuestionamiento de todo ilusionismo que propone su pintura y la práctica depurada de una producción tridimensional.
Uno de los frutos de esa feliz conjunción es la irrupción, en estos últimos años, de una poderosa serie de trabajos escultóricos en los que conviven planteamientos puramente objetuales, que orbitan en torno a la poética del objet trouvé, con estrategias más próximas a la instalación y el ensamblaje que irrumpen con inusitada fuerza y determinación en sus trabajos más recientes.

## Obra en colecciones públicas
- Museo Nacional Centro de Arte Reina Sofía, Madrid, España
- Colección Ayuntamiento de Barcelona, España
- Colección Banco de España, Madrid, España
- Colección Citibank, Madrid, España
- Colección Comunidad Autónoma de Madrid, España
- Fundación Helga de Alvear, Cáceres, Expaña
- Colección Triangle Artist Workshop, New York, EE. UU.
- Museo de Bellas Artes de Bilbao, España
- Centre of Contemporary Art. Cleveland. Ohio, EE. UU.
- Colección Caja Madrid, España
- CAM, Caja de Ahorros del Mediterráneo, Alicante, España
- Portland Museum, Clement Greenbergs legacy, EE. UU.
- Colección Caja Segovia, España
- Museo Municipal, Madrid, España
- Fundación La Caixa, España
- Colección Fundación Mer, España
- MUSAC, Museo de Arte Contemporáneo de Castilla y León, León, España
- Museo Patio Herreriano, Valladolid, España